# Fred Armisen
Fereydun Robert "Fred" Armisen, född 4 december 1966 i Hattiesburg i Mississippi, är en amerikansk komiker, musiker, författare, producent och skådespelare.
Armisen har medverkat i bland annat Saturday Night Live där han var en av de fasta medlemmarna mellan 2004 och 2013. Några av hans mer uppmärksammade imitationer i programmet har bestått av Barack Obama, Mahmoud Ahmadinejad och Prince. Armisen har även spelat i långfilmer så som Eurotrip (2004), Deuce Bigalow - European Gigolo (2005), Baby Mama (2008) och Easy A (2010).
Sedan 2011 spelar Armisen även i humorserien Portlandia som han skapat tillsammans med Carrie Brownstein.
Under 1980- och 90-talet verkade Armisen som musiker och spelade trummor i punkbandet Trenchmouth. Han har även spelat trummor med Blue Man Group. Armisen leder husbandet sedan forna SNL-kollegan Seth Meyers tog över som programledare för Late Night with Jimmy Fallon.

## Privatliv
Fred Armisen var 1998–2004 gift med den brittiska sångerskan Sally Timms. 2009 gifte han om sig med skådespelaren Elisabeth Moss men skilde sig 2011. Deras äktenskap varade i åtta månader innan de separerade och så småningom ansökte om skilsmässa.
Mellan 2014 och 2022 hade han ett förhållande med skådespelaren Natasha Lyonne. Sedan 2022 är han gift med skådespelaren Riki Lindhome. När de hade varit ett par i två veckor fick Lindhome barn via surrogat.

## Filmografi (i urval)
- 2004–2013 – Saturday Night Live (TV-serie)
- 2004 – Eurotrip
- 2004 – Anchorman
- 2005 – Deuce Bigalow - European Gigolo
- 2006 – The Ex
- 2006 – En lysande jul
- 2007 – Aqua Teen Hunger Force Colon Movie Film for Theaters (röst)
- 2008 – Baby Mama
- 2008 – The Rocker
- 2010 – Easy A
- 2010 – Cop Out
- 2011 – Smurfarna (röst)
- 2011–2017 – Portlandia (TV-serie)
- 2012 – The Dictator
- 2013 – Smurfarna 2 (röst)
- 2016 – Zoolander 2
- 2017 – The Lego Ninjago Movie (röst)
- 2021 – Familjen Mitchell mot maskinerna (röst)
- 2022 – Wednesday (TV-serie)
- 2023 – Super Mario Bros. Filmen (röst)
- 2023 – Unstable (TV-serie)
- 2025 – Fixed (röst)